# Bahá'í och Kristus
Kristna anser att Jesus lära var absolut och slutgiltig. Bahá'íerna anser att Guds religion ständigt utvecklas genom att nya sändebud från Gud framträder. Enligt kristendomen är Kristus generellt sett en del i treenigheten Gud-Kristus-Den Helige Ande, Bahá'i-läran förkunnar i likhet med Islam Guds enhet och Jesus är enligt Bahá'í-läran inte Gud utan Guds perfekta "spegelbild", en Gudsmanifestation i likhet med Noa, Krishna, Abraham, Moses, Buddha, Muhammed, Báb och Bahá'u'lláh. Bahá'u'lláh lär att senare gudsmanifestationer har fått makt av Gud att, om så behövs, upphäva vissa av de religiösa lagar som tidigare gudsmanifestationer stiftat.

## Kristus - Gud eller Gudsmanifestation?
Bahá'i har en progressiv religionssyn där Guds religion byggs ut genom att gudsmanifestation efter gudsmanifestation (eller Uppenbarare efter Uppenbarare) framträder. Utan de tidigare leden är de senare omöjliga. Jesus är enav dessa många Uppenbarare, men ingen inkarnation av Gud. Om inte Jesus Kristus hade framträtt hade inte Báb och Bahá'u'lláh kunnat framträda.
Kristendomen har inte en progressiv religionssyn och ser därför Jesus som en unik inkarnation av Gud, vars like aldrig tidigare hade framträtt och aldrig mer skulle framträda. Denna trossats innebär enligt Bahá'i att erkännandet av varje senare Guds budbärare som en hädelse för den kristne. Bahá'u'lláh, 'Abdúl-Bahá och många Bahá'í-författare påpekar emellertid att det inte finns någonting Jesus egna påståenden, enligt evangelierna, som stödjer denna dogm. Under Jesu tid hade man inte heller i allmänhet den uppfattningen att Jesus skulle vara unik och den sista profeten - det är en trossats som tillkommit senare.
Viktigt att säga är dock att detta är Bahá'is syn på kristendomen. För kristna har det kommit många profeter efter Jesus. Att kunna profetera (förmedla budskap från gud) är för kristna en av andegåvorna.
Bahá'í-läran hävdar att Jesus själv underströk eftertryckligt att han uppenbarade Gud för människorna. Detta gjorde Jesus genom att kalla Gud för Fader men samtidigt ständigt framhålla skillnaden mellan sig själv och Fadern genom ett stort antal formuleringar: "Fadern har sänt mig", "Fadern är större än jag" (Matt. 7:15 -23), "Jag går till Fadern" (Joh. 14:28), "Jag skall bedja fadern" (Joh. 16:16), och "jag gör icke något av mig själv, utan talar detta såsom Fadern lärt mig" (Joh. 8:28).
Jesus gjorde, anser Bahá'í-läran, det fullkomligt klart att Fadern var någon annan än han själv. Bahai bortser dock då ifrån Jesu egna ord som exempelvis i Joh 10:30: "Jag och Fadern är ett." eller Luk 10:17 -19: "Jag har sett Satan slungas ner från himlen som en blixt. Ja, jag har gett er makt att trampa på ormar och skorpioner och att stå emot fiendens hela styrka, och ingenting skall skada er" som för kristna vittnar om Jesu gudomlighet.
Bahai anser dessutom att Jesus dessutom såg Fadern större än sig själv genom att säga att Fadern ägde kunskap som han själv, Människosonen, inte ägde kunskap som han själv, Människosonen, inte ägde: "Men om den dagen och den stunden vet ingen något, icke änglarna i himmelen, icke ens Sonen - ingen utom Fadern" (Mark. 13:32). Enligt Bahá'í-läran satte Jesus sin egen uppgift i samband med Moses och Abrahams före honom och med andra som skulle komma efter honom, som exempelvis den Sanningens Ande som skulle uppenbara sådant som Jesus själv inte hade uppenbarat (Joh. 16:12 - 13).
För kristna är det dock, generellt sett, tydligt att Jesus är både Gud och människa, något som behandlas i kristologin.
Enligt Bahá'u'lláh är Gud transcendental och kan inte uppträda i form av en inkarnation på jorden. Det är därför Gud använder sig av manifestationer för att uppenbara sin vilja för mänskligheten. Jesus betraktas som en sådan manifestation enligt Bahá'í-läran. Gud är Jesus i det att Gud avspeglar sig i honom, men Jesus är inte Gud. Om Jesus hade varit Gud skulle hans uppståndelse från de döda endast ha visat att Gud är odödlig, vilket judarna och många andra människor redan visste. Människan Jesus uppståendelse syftade till att visa att människorna fortsätter att leva ett andligt liv efter döden. Manifestationer fungerar som lärare snarare än som frälsare, och Jesus anses ha kommit till jorden för att uppväcka mänsklighetens andliga förmågor och inte för att ta på sig mänsklighetens synder. Den mänskliga själen är till sin natur god, men okunnighet kan avskärma den från Gud och en människa utföra handlingar som vi ser som onda. Någon arvssynd eller kollektiv skuld att frälsa oss ifrån finns således inte, enligt Bahá'í-läran - individen står ensam i sitt förhållande till Gud och svarar själv för sina gärningar.

## Fridsfursten
En skiljelinje mellan Kristendom och Bahá'i är vem på profeterna i Gamla Testamentet syftar på när de talar om Härskarornas Herre och Fridsfursten.
En kristen trossats är att Kristus är Härskarornas Herre (Herren Sebaot) som det finns profetior om i Gamla Testamentet. Bahá'íer anser dock att de judiska profeterna förutsagt att när Härskarornas Herre kommer skall han inte finna judarna i Heliga landet; dessa skulle vara utspridda i världen och skulle ha levt i misär och förnedring i många århundraden. När Jesus kom var landet fortfarande befolkat av judar och deras förvisning påbörjades inte förrän år 70. När Bahá'u'lláh i fångenskap fördes av turkarna till Akká (Akko) i Palestina i augusti 1868 var däremot judarna utspridda bland olika folkslag i världen och strax efter Bahá'u'lláhs död föddes sionismen, som ledde till att judarna började återvända.
Enligt kristen uppfattning syftade profeten Jesaja (Jes. 9:6 - 7) på Jesus när han skrev om den kommande Fridsfursten:
| ” | Ty ett barn varder oss fött, en son bliver oss given, och på Hans skuldror skall herradömet vila; och Hans namn skall vara: Underbar i råd, Väldig Gud, Evig Fader, Fridsfurste. Så skall herradömet varda stort och friden utan ände över Davids tron och hans rike; så skall det befästas och stödjas med rätt och rättfärdighet, från nu och till evig tid. HERREN Sebaots nitälskan skall göra detta. | „ |

Bahá'íerna hävdar att denna profetia snarare syftar på Bahá'u'lláh än på Jesus, samt att Jesus själv gjorde uttalanden som om han ville förhindra att människor skulle tro att Jesaja menade honom. Han förnekade att han var Väldig Gud när han tydligt förklarade sig själv vara underställd Fadern. Han bestred att han var fridsfursten när han sade: "Jag har icke kommit för att sända frid utan svärd" (Matt. 10:34). Jesus dementerade enligt Bahá'ierna att han skulle bära herraväldet på sina skuldror när han yttrade: "Mitt rike är icke av denna världen" (Joh. 18:36). Bahá'ierna anser därför att det budskap som predikas i kyrkorna skiljer sig radikalt från det budskap som Jesus enligt Nya Testamentets evangelier predikade under sin livstid. Kristna ser naturligtvis texterna på ett annat sätt. Matteus 10:34 blir då Jesu beskrivning av skillnaden mellan bekännelse och förnekelse, inte en beskrivning av Guds verksamhet på jorden.
Enligt Bahá'í-läran är det Bahá'u'lláh som lagt grunden för den världssamhälle som skall upprättas på jorden och för den världsfred som kommer att etableras. Jesus uppgift var ge människorna kunskapen om det eviga livet, om den odödliga själen. Kristus andliga budskap gjordes, enligt Bahá'í-läran, ganska snart efter hans död till något materiellt. Även hans uppståndelse gjordes till något fysiskt. Inga av de invecklade ceremonier och ritualer som finns inom kyrkan kan tillskrivas Jesus. Bahá'íerna anser att Bahá'u'lláh har förhärligat Jesus genom att återupprätta honom som en andlig lärare.

## Jesus särställning
Bahá'u'lláh lär att varje Gudomlig manifestation eller Uppenbarare har två ställningar. Dels är de av samma väsen och förkunnar i grunden samma tro (profeternas enhet). Om en av dem säger att han eller hon (det har funnits kvinnliga, för oss okända, uppenbarare för länge sedan när det fanns matriarkat och befolkningen inte skulle ha lyssnat lika mycket på en man)är alla profeter så är detta sant. Men det är också så att Uppenbararna tillhör skapelsens värld och dess begränsningar, och i detta avseende har de sin särskilda personlighet, ett bestämt förelagt uppdrag, en förutbestämd uppenbarelse och speciellt fastställda begränsningar. Var och en av Gudsmanifestationerna är känd under ett särskilt namn, kännetecknas av en bestämd egemskap och utför en fastställd uppgift. Jesus är en av de Manifestationer som intar en särställning:
| ” | Alldeles som Han säger: "Somliga Apostlar har Vi låtit överglänsa de andra. Till somliga har Gud talat, somliga har Han upprest och upphöjt. Och åt Jesus, Marias Son, gav Vi tydliga tecken och Vi styrkte Honom med den Helige ande". (Axplock ur Bahá'u'lláhs Skrifter 22:5) | „ |

Med detta syftar Bahá'u'lláh på att Gud gett Jesus förmågan att utföra mirakel (tecken) samt att Jesus utrustats med mer av Guds kraft (den Helige ande) än någon av de andra Gudsmanifestationerna. Anledningen till detta, enligt Bahá'í-läran, var att Jesus hade ett synnerligen viktigt uppdrag från Gud: att förmedla kunskapen om det eviga livet till hela mänskligheten. Innan Jesus framträdde hade en ytterst liten andel av mänskligheten klart för sig att de hade en odödlig själ som de måste ta ansvar för. De flesta hade heller ingen kunskap om Guds renodlat transcendenta, andliga natur, utan (om de överhuvudtaget var monoteister) föreställde sig att Gud var en slags kunglig mansperson av fysisk natur, antagligen osynlig och med övernaturliga krafter.
Jesus uppdrag var att lära ut mer om Guds sanna natur och framför allt att undervisa om människans inneboende andliga förmågor. Det krävdes att han kunde bota sjuka och få blinda att se för att människorna skulle förstå att ett motsvarande tillfrisknande och seende är möjligt och nödvändigt även på det andliga planet. Det krävdes att han uppstod från de döda för att människorna skulle förstå att även de har evigt liv. Miraklen, den grymma och orättvisa avrättningen och uppståndelsen garanterade att människorna inte skulle glömma honom i första taget. Till Guds plan hörde också att Jesus fick verka i en tid då Rom hade lagt under sig Medelhavsområdet och hela södra Europa, vilket garanterade goda kommunikationer – en förutsättning för att Jesu undervisning skulle kunna spridas snabbt och effektivt.
Jesus är därför, vilket Bahá'u'lláh ofta påpekar, en nyckelperson bland Gudsmanifestationerna när det gäller mänsklighetens fortsatta utveckling och mognad.